# ماركوس تورام
ماركوس تورام (بالفرنسية: Marcus Thuram؛ مواليد 6 أغسطس 1997) هو لاعب كرة قدم فرنسي يلعب مهاجمًا لنادي إنتر ميلان الإيطالي.
وهو ابن ليليان تورام الذي فاز بكأس العالم مع منتخب فرنسا.

## المسيرة الاحترافية

### بوروسيا مونشنغلادباخ

#### موسم 2019–20
في 22 يوليو 2019، أعلن نادي بوروسيا مونشنغلادباخ ضمّه لتورام من غانغون بموجب عقد مدته 4 سنوات مقابل 12 مليون يورو. وأُعطي الرقم 10 الذي تركه تورغان هازارد بعد انتقال الأخير إلى بوروسيا دورتموند.

#### موسم 2020–21
في 27 أكتوبر 2020، سجل تورام هدفين في مباراةِ تعادلِ فريقه بنتيجة 2–2 مع ريال مدريد في دور المجموعات في دوري أبطال أوروبا.

## وصلات خارجية
- ماركوس تورام على موقع الاتحاد الأوربي (الإنجليزية)
- ماركوس تورام على موقع إي إس بي إن إف سي (الإنجليزية)
- ماركوس تورام على موقع قاعدة بيانات كرة القدم.إي يو (الإنجليزية)
- ماركوس تورام على موقع بيانات كرة القدم. دي إي (الألمانية)
- ماركوس تورام على موقع ليكيب (الفرنسية)
- ماركوس تورام على موقع ناشيونال فوتبول تيمز (الإنجليزية)
- ماركوس تورام على موقع Soccerbase.com (لاعب) (الإنجليزية)
- ماركوس تورام على موقع Soccerway.com (الإنجليزية)
- ماركوس تورام على موقع عالم كرة القدم.نت (الإنجليزية)
- ماركوس تورام على موقع كووورة